# Ré sustenido

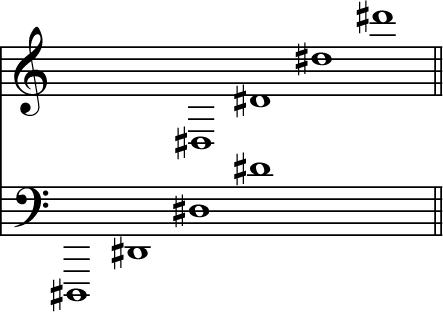
Notes, D Sharp

Ré sustenido (Ré♯ na notação europeia e D♯ na americana) é uma nota musical um semitom acima de ré e uma abaixo de mi. É, pois, enarmônica das notas mi bemol e fá dobrado bemol.

## Altura
No temperamento igual, o ré sustenido que fica logo acima do dó central do piano (D♯4) tem a freqüência aproximada de 312 Hz. Tem dois enarmônicos, E♭ e F♭♭.